# L'Assassinat de Trotsky
Pour plus de détails, voir Fiche technique et Distribution.
L'Assassinat de Trotsky (L'assassinio di Trotsky) est un film franco-italien réalisé par Joseph Losey, sorti en 1972.

## Synopsis
Le film raconte les derniers mois de Léon Trotski, de mai à août 1940, jusqu'à son assassinat par Ramón Mercader sur ordre de Joseph Staline. Alors que Trotsky est exilé au Mexique, Mercader (dissimulé sous le nom d'emprunt de Jacques Mornard puis sous celui de Frank Jacson) approche Trotski par l'intermédiaire de Gita, après une vaine tentative d'attaque armée.

## Fiche technique
Sauf indication contraire, les informations mentionnées dans cette section peuvent être confirmées par la base de données cinématographiques Unifrance,  présente dans la section « Liens externes ».
- Titre français : L'Assassinat de Trotsky
- Titre italien : L'assassinio di Trotsky
- Réalisation : Joseph Losey
- Assistant réalisateur : Carlo Lastricati
- Scénario : Ian McLellan Hunter (scénario original), Nicholas Mosley (en anglais), Masolino D'Amico (en italien)[1], d'après la biographie The Assassination of Trotsky publiée en 1972 par Nicholas Mosley
- Dialogues français : Éric Kahane
- Producteur : Joseph Losey, Norman Priggen (version anglaise)[1]
- Producteur exécutif : Josef Shaftel[1]
- Production : Josef Shaftel Productions Limited, CIAC - Compagnia Internazionale Alessandra Cinematografica, Cinétel, Dino De Laurentiis Cinematografica (Rome), Cinerama International Releasing Organisation[1]
- Musique : Egisto Macchi
- Cadre : Henri Tiquet, Mario Cimini
- Photographie : Pasqualino De Santis
- Chef décorateur : Richard MacDonald
- Direction artistique : Arrigo Equini
- Costumes : Annalisa Nasalli Rocca
- Montage : Reginald Beck
- Pays de production :  France (majoritaire) -  Italie
- Tournage[2] :
  - dates : 11 octobre - novembre 1971
  - lieux :  Mexique et  Italie
  - langue : français
- Format : Technicolor - Mono - 35 mm
- Genre : historique
- Durée : 103 minutes
- Date de sortie : 30 mars 1972 (France)

## Distribution

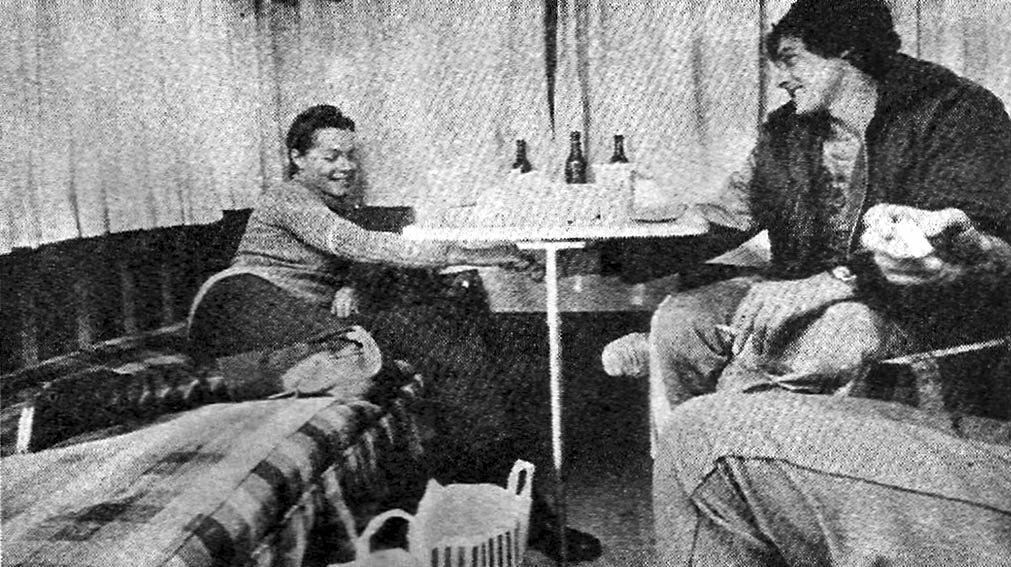
Romy Schneider et Alain Delon durant le tournage du film.

- Richard Burton (VF : Gabriel Cattand) : Léon Trotski
- Alain Delon : Frank Jacson puis Jacques Mornard, alias Ramón Mercader
- Romy Schneider : Gita Samuels
- Valentina Cortese (VF : Nathalie Nerval) : Natalia Sedowa Trotsky
- Jean Desailly : Alfred Rosmer
- Simone Valère : Marguerite Rosmer
- Michael Forest (VF : Marc de Georgi) : Jim
- Claudio Brook (VF : William Sabatier) : Roberto
- Carlos Miranda (VF : Claude Joseph) : Sheldon Harte
- Joshua Sinclair (VF : Michel Barbey) : Sam
- Luigi Vannucchi : Ruiz
- Giorgio Albertazzi : le commissaire Salazar
- Peter Chatel (VF : Bernard Murat) : Otto
- Duilio Del Prete (VF : Gérard Hernandez) : Felipe

## Autour du film
- Joseph Losey est un des réalisateurs dont les orientations idéologiques semblent les mieux connues. Ses admirateurs comme ses détracteurs sont, parfois, tentés d'utiliser celles-ci comme outils de lecture de certains de ses films. Or, s'agissant d'un film relatant un événement aussi politique que le fut l'assassinat de Léon Trotski, Denitza Bantcheva juge, pour sa part, que « les convictions du cinéaste (...) n'y interviennent jamais, et que la vision du monde qui s'y exprime est de nature historique plutôt que politique, le premier de ces adjectifs impliquant, par opposition au second, l'idée d'une certaine distance, d'une objectivité qui s'impose à l'historien comme une exigence propre à son domaine. » (L'Assassinat de Trotsky/Monsieur Klein : une vision de l'Histoire in : CinémAction n°96, juin 2000).
- Joseph Losey s'explique : « Le film s'était intitulé dès le début L'Assassinat de Trotsky, et il avait toujours été entendu qu'il parlerait des trois derniers mois de la vie de Trotski. Et ce fut plus tard l'un des grands problèmes, parce que les gens politisés attendaient, malgré le titre, et surtout venant de moi, un film qui ait à voir avec la théorie de Trotski, sa doctrine, sa vie et son activité. (...) » Mais, alors « il fallait pratiquement qu'il se situât entre les deux attentats à la vie de Trotsky après son emprisonnement dans sa petite forteresse (...) » (in : Kazan-Losey : Entretiens, Michel Ciment, Editions Stock).
- Dès lors, le film aurait pu revêtir l'aspect d'une fresque politico-historique. Or, dans ses notes sur le personnage de Trotski, Losey indique : « Comme le dit Richard Burton (interprète de Trotsky), « nous n'essayons pas d'imiter Trotski, ni les autres personnages ayant réellement vécu. Nous ne tentons pas non plus de présenter une fresque historique exhaustive... Nous suivons plutôt un personnage dans son histoire personnelle, freudienne et complexe. » J'espère pouvoir replacer cette histoire dans son contexte historique, tout comme dans le contexte de la vie de Trotski. » (in : L'Œil du maître, textes réunis et présentés par Michel Ciment, Institut Lumière/Actes Sud).
- C'est pourquoi, si le film déplut nécessairement aux partisans de Staline, il ne fit pas, non plus, le bonheur des émules de Trotski. Ceux-ci furent « très hostiles au film, parce que, disaient-ils, il présentait Trotski comme un homme vaincu. » (J. Losey, op. cit.)
- « Mais c'était un homme vaincu. Je veux dire qu'il avait une force spirituelle, qu'il dictait et travaillait à chaque seconde de sa vie, mais sans que la moindre de ses paroles, le moindre de ses actes ait le moindre retentissement. Il était prisonnier de lui-même, prisonnier de Staline, prisonnier dans sa propre maison, et il parlait dans le vide. A mon avis, Trotski était certain qu'il allait être tué, la seule question était de savoir quand et par qui », poursuit Joseph Losey. (in : Kazan-Losey : Entretiens, op. cit.)
- En définitive, selon Denitza Bantcheva, « le message fondamental de L'Assassinat de Trotsky, tout comme plus tard celui de Monsieur Klein (1976), concerne cet aveuglement à la fois condamnable et nécessaire ; placé au centre du récit filmique, il charge les deux films d'un sens qui dépasse le temporel des événements dont ils sont inspirés. » (op. cit.) Les deux œuvres de Joseph Losey (interprétées toutes deux par Alain Delon) coïncident pour « mettre en valeur l'idée que l'une des clefs de l'Histoire serait son processus lui-même dont la nature aliène et annihile l'individu, au sens propre comme au sens figuré. » (D. Bantcheva, op. cit.).

## Joseph Losey: extrait des notes sur le personnage de Trotsky
- « On a écrit tant de choses sur Trotski, et son œuvre est si vaste, qu'il est inutile de tenter de résumer ou de revoir les points essentiels d'une façon autre que hautement schématique. Dans le film, nous nous concentrons plutôt sur la période comprise entre la veille du raid de Siqueiros (le 22 mai 1940 et le jour de l'assassinat de Trotski (le mercredi 21 août 1940 à 19 h 25). À cette époque, c'était un homme âgé de 61 ans, mais il était loin d'être sénile, mentalement ou physiquement (...). Son esprit était actif en permanence, et ses écrits privés, théoriques, polémiques ou historiques, étaient aussi prodigieux que ses lectures. (...) C'était un grand écrivain. Ses textes polémiques et son éloquence étaient si spontanés, si pénétrants, que nous n'en saisirons l'étendue et la qualité que bien des années après l'ouverture des archives de l'université Harvard en 1980. (...) Il se préoccupait peu de son confort physique, et vivait de façon quasi monacale dans une maison vide de tableaux, de miroirs, de fauteuils ou de toute autre luxe, en dehors de ses livres. » (in : L'Œil du maître, op. cit.).

## Joseph Losey, Richard Burton et Alain Delon
- « Au début, Richard Burton ne croyait pas que Delon saurait jouer, et quand il découvrit que non seulement c'était un acteur, mais que c'était même d'une certaine façon un acteur plus sérieux qu'il ne l'était lui-même à ce moment-là, il eut le sentiment d'une espèce de compétition et éprouva du respect. (...) Le personnage de Mercader (Jacson) était absolument fascinant. Je trouve Delon extraordinaire dans ce film, et c'est ce film qui a donné naissance à notre amitié et à Monsieur Klein. Il avait toutes les qualités requises, la froideur, l'ambiguïté, et il travailla comme un fou. » (in : Kazan-Losey : Entretiens, op. cit.)
- Dans un entretien publié en 2014, Alain Delon déclara, en parlant de Losey : « Joe pensait que L'Assassinat de Trotsky était une œuvre dont la valeur allait être mieux reconnue avec le temps, et j'espère qu'elle le sera, car le film le mérite. » (in : Denitza Bantcheva, Un florilège de Joseph Losey).